# غريغ فينتر
غريغ فينتر (بالإنجليزية: Greg Winter)‏ هو صحفي أمريكي، ولد في 1 نوفمبر 1970 في بروكلين في الولايات المتحدة.